# پل زکی
پل زکی مربوط به سده‌های میانه دوران‌های تاریخی پس از اسلام است و در شهرستان گیلانغرب، بخش گواور، ۳۰۰ متری جنوب شهر سرمست واقع شده و این اثر در تاریخ ۲۶ اسفند ۱۳۸۷ با شمارهٔ ثبت ۲۵۷۰۲ به‌عنوان یکی از آثار ملی ایران به ثبت رسیده است.